# Jaroslava Semecká
Jaroslava Semecká (* um 1951, geborene Jaroslava Krahulcová) ist eine tschechische Badmintonspielerin. 

## Karriere
Jaroslava Semecká wurde 1967 erstmals nationale Junioren-Meisterin in der Tschechoslowakei. Bei den Erwachsenen siegte sie 1972 zum ersten Mal, wobei sie sowohl im Damendoppel als auch im Mixed erfolgreich war. Vier weitere Titelgewinne folgten bis 1975. Außerhalb ihrer Heimat stand sie mehrmals beim Internationalen Werner-Seelenbinder-Gedenkturnier auf dem Podest.

## Sportliche Erfolge
| Saison | Veranstaltung                                          | Disziplin   | Platz | Name                                    |
| ------ | ------------------------------------------------------ | ----------- | ----- | --------------------------------------- |
| 1967   | Tschechoslowakische Einzelmeisterschaften der Junioren | Mixed       | 1     | Zbyněk Schwarz / Jaroslava Krahulcová   |
| 1968   | Tschechoslowakische Einzelmeisterschaften der Junioren | Dameneinzel | 1     | Jaroslava Krahulcová                    |
| 1968   | Tschechoslowakische Einzelmeisterschaften der Junioren | Damendoppel | 1     | Jaroslava Krahulcová / Anna Škodová     |
| 1969   | Tschechoslowakische Einzelmeisterschaften der Junioren | Mixed       | 1     | Petr Pavel / Jaroslava Krahulcová       |
| 1969   | Tschechoslowakische Einzelmeisterschaften der Junioren | Dameneinzel | 1     | Jaroslava Krahulcová                    |
| 1970   | Tschechoslowakische Einzelmeisterschaften der Junioren | Mixed       | 1     | Petr Pavel / Jaroslava Krahulcová       |
| 1970   | Tschechoslowakische Einzelmeisterschaften der Junioren | Damendoppel | 1     | Jaroslava Krahulcová / Anna Škodová     |
| 1972   | Tschechoslowakische Einzelmeisterschaften              | Mixed       | 1     | Alois Patěk / Jaroslava Krahulcová      |
| 1972   | Tschechoslowakische Einzelmeisterschaften              | Damendoppel | 1     | Irena Pátková / Jaroslava Krahulcová    |
| 1973   | DDR: Internationales Werner-Seelenbinder-Gedenkturnier | Damendoppel | 3     | Alena Poboráková / Jaroslava Krahulcová |
| 1973   | Tschechoslowakische Einzelmeisterschaften              | Damendoppel | 1     | Irena Pátková / Jaroslava Krahulcová    |
| 1974   | DDR: Internationales Werner-Seelenbinder-Gedenkturnier | Damendoppel | 2     | Alena Poboráková / Jaroslava Krahulcová |
| 1974   | DDR: Internationales Werner-Seelenbinder-Gedenkturnier | Mixed       | 3     | Ladislav Šrámek / Jaroslava Krahulcová  |
| 1974   | Tschechoslowakische Einzelmeisterschaften              | Damendoppel | 1     | Alena Poboraková / Jaroslava Krahulcová |
| 1975   | Tschechoslowakische Einzelmeisterschaften              | Mixed       | 1     | Ladislav Šrámek / Jaroslava Semecká     |
| 1975   | Tschechoslowakische Einzelmeisterschaften              | Damendoppel | 1     | Alena Poboraková / Jaroslava Semecká    |